# Montmerrei
Montmerrei település Franciaországban, Orne megyében. Lakosainak száma 555 fő (2022. január 1.). Montmerrei La Bellière, Le Cercueil, Mortrée és Boischampré községekkel határos.

## Népesség
A település népességének változása:
| Lakosok száma | 538  | 522  | 521  | 515  | 514  | 519  | 531  | 543  | 555  |
|               | 2013 | 2015 | 2016 | 2017 | 2018 | 2019 | 2020 | 2021 | 2022 |